# Hajmáskér, Veszprém
Hajmáskér  este un sat în districtul Veszprém, județul Veszprém, Ungaria, având o populație de 2.963 de locuitori (2011). 

## Demografie
Componența etnică a satului Hajmáskér
     Maghiari (94,63%)
     Romi (2,54%)
     Germani (1,16%)
     Necunoscut (0,58%)
     Alții (1,09%)
Componența confesională a satului Hajmáskér
     Romano-catolici (38,98%)
     Fără religie (19,07%)
     Reformați (9,85%)
     Luterani (1,89%)
     Atei (1,21%)
     Necunoscută (28,75%)
     Greco-catolici (0,24%)
     Alte religii (0,91%)
Conform recensământului din 2011, satul Hajmáskér avea 2.963 de locuitori. Din punct de vedere etnic, majoritatea locuitorilor (94,63%) erau maghiari, existând și minorități de romi (2,54%) și germani (1,16%). Apartenența etnică nu este cunoscută în cazul a 0,58% din locuitori. Nu există o religie majoritară, locuitorii fiind romano-catolici (38,98%), persoane fără religie (19,07%), reformați (9,85%), luterani (1,89%) și atei (1,21%). Pentru 28,75% din locuitori nu este cunoscută apartenența confesională.